# إيدي بلانكايرت
إيدي بلانكايرت مواليد 22 سبتمبر 1958 في بلجيكا، هو دراج بلجيكي سابق في صنف سباق الدراجات على الطريق.

## سجل النتائج

### سباقات أو مراحل فاز بها
- طواف فرنسا
- طواف إسبانيا
- طواف سويسرا

## وصلات خارجية
- الموقع الرسمي

## روابط خارجية
- إيدي بلانكايرت على موقع أرشيف الدراجات (الإنجليزية)
- إيدي بلانكايرت على موقع إحصائيات الدراجات الإحترافية (الإنجليزية)